# Freiwillige Gerichtsbarkeit (Deutschland)
Mit dem Ausdruck freiwillige Gerichtsbarkeit bezeichnet man in Deutschland einen Teil der ordentlichen Gerichtsbarkeit, der in bestimmten Zivilsachen im Gegensatz zur streitigen Zivilgerichtsbarkeit nicht nach der Zivilprozessordnung (ZPO) verfährt, sondern nach dem Gesetz über das Verfahren in Familiensachen und in den Angelegenheiten der freiwilligen Gerichtsbarkeit (FamFG). 
Die freiwillige Gerichtsbarkeit umfasst sowohl Aufgaben der Rechtsprechung, die durch Richter, als auch Aufgaben der Rechtspflege, die von Rechtspflegern (§ 3 RPflG) oder Notaren wahrgenommen werden.

## Rechtsgrundlage
Zum 1. September 2009 hat das Gesetz über das Verfahren in Familiensachen und in den Angelegenheiten der freiwilligen Gerichtsbarkeit (FamFG) das Gesetz über die Angelegenheiten der freiwilligen Gerichtsbarkeit (FGG) abgelöst.

## Angelegenheiten der freiwilligen Gerichtsbarkeit
Was Angelegenheiten der freiwilligen Gerichtsbarkeit sind, entzieht sich infolge der Unterschiedlichkeit der Verfahrensgegenstände allgemeiner Definition und wird daher allein durch die Zuweisung kraft Gesetzes bestimmt (§ 1 FamFG).
Angelegenheiten der freiwilligen Gerichtsbarkeit sind insbesondere:
- Betreuungs- und Unterbringungssachen (§§ 271 ff. FamFG)
- Nachlass- und Teilungssachen (§ 342 FamFG)
- Registersachen und unternehmensrechtliche Verfahren (§ 374, § 375 ff. FamFG)
- Freiheitsentziehungssachen (§§ 415 ff. FamFG)
- Aufgebotssachen (§§ 433 ff. FamFG)
- weitere Angelegenheiten der freiwilligen Gerichtsbarkeit (§ 410 FamFG)

Angelegenheiten der freiwilligen Gerichtsbarkeit sind über die im FamFG selbst geregelten hinaus auch solche, die durch Bundesgesetz den Gerichten zugewiesen sind. Dazu zählen etwa die Grundbuchsachen nach der Grundbuchordnung (§ 23a Abs. 2 Nr. 8 GVG, § 1 Abs. 1 Satz 1 GBO) und die Schiffsregistersachen (§ 23a Abs. 2 Nr. 10 GVG).
Angelegenheiten der freiwilligen Gerichtsbarkeit betreffen vor allem Rechtsgüter von allgemeinem Interesse wie das Kindeswohl, die öffentliche Sicherheit oder den öffentlichen Glauben. Es sind ihr aber auch bestimmte Streitsachen zugewiesen wie 
- echte Streitsachen privatrechtlicher Art, bei denen sich Beteiligte mit entgegengesetzten Interessen gegenüberstehen und das Gericht über subjektive Rechte der Beteiligten entscheidet, beispielsweise Familienstreitsachen (§ 112 FamFG)
- öffentlich-rechtliche Streitsachen, bei denen sich ein Beteiligter und eine öffentlich-rechtliche Körperschaft oder Behörde gegenüberstehen und es um die Geltendmachung subjektiv öffentlich-rechtlicher Rechte geht, beispielsweise bestimmte unternehmensrechtliche Verfahren im Zusammenhang mit der Versicherungs- und Börsenaufsicht (§ 375 Nr. 13, 14 FamFG) oder Landwirtschaftssachen über die Anzeige von Landpachtverträgen und deren Beanstandung durch die untere Landwirtschaftsbehörde (§ 23a Abs. 2 Nr. 9 GVG, § 1 Nr. 1 LwVfG, §§ 2, 4, 7, 8 Landpachtverkehrsgesetz).[4]

## Verfahren
In der freiwilligen Gerichtsbarkeit gibt es keine Klage. Das Gericht wird von Amts wegen oder auf Antrag tätig. Es gibt keine Parteien, sondern Beteiligte, die teilweise auch als Betroffene oder als Antragsteller und Antragsgegner bezeichnet werden. In Antragsverfahren ist der Antragsteller Beteiligter. Weitere Personen müssen oder können zum Verfahren hinzugezogen werden (§ 7 FamFG). Es herrscht überwiegend kein Anwaltszwang (§ 10 FamFG). Findet eine Verhandlung, Erörterung oder Anhörung statt, ist diese grundsätzlich nicht öffentlich (§ 32 Abs. 1 Satz 1 FamFG, § 170 GVG). In vielen Fällen wird ohne mündliche Verhandlung nach Aktenlage entschieden.
Während bei streitigen Prozessen der Verhandlungsgrundsatz (Beibringungsgrundsatz) herrscht, gibt es in der freiwilligen Gerichtsbarkeit den Grundsatz der Amtsermittlung (§ 26 FamFG), d. h. das Gericht bestimmt selbst, welche Ermittlungen es anstellt und welche Beweismittel es heranzieht.
Endentscheidungen ergehen nicht durch Urteil, sondern durch Beschluss (§ 38 FamFG), anfechtbar mit Beschwerde und Rechtsbeschwerde. Durch einstweilige Anordnung kann das Gericht eine vorläufige Maßnahme treffen (§ 49 FamFG). 
Über die Kostentragung entscheidet das Gericht nach billigem Ermessen (§ 81 FamFG).
Auf die Zwangsvollstreckung sind im Wesentlichen die Vorschriften der Zivilprozessordnung entsprechend anwendbar (§ 95 FamFG).

## Kosten
Kosten (Gebühren und Auslagen) der Gerichte werden in Angelegenheiten der freiwilligen Gerichtsbarkeit nach dem Gerichts- und Notarkostengesetz erhoben.